# Uale
Uale, uáli ou váli (em árabe ﻭﺍﻟﻲ, transl. wāli) é o nome dado ao governador de um vilaiete (província) em alguns países árabes e no antigo Império Otomano.